# Лак ду Фламоу (Висконсин)
Лак ду Фламоу (енгл. Lac du Flambeau) насељено је место без административног статуса у америчкој савезној држави Висконсин.

## Демографија
По попису из 2010. године број становника је 1.969, што је 323 (19,6%) становника више него 2000. године.
| Група             | 2000.       | 2010.       |
| Белци             | 200 (12,2%) | 197 (10,0%) |
| Афроамериканци    | 5 (0,3%)    | 3 (0,2%)    |
| Азијати           | 0 (0,0%)    | 2 (0,1%)    |
| Хиспаноамериканци | 35 (2,1%)   | 53 (2,7%)   |
| Укупно            | 1.646       | 1.969       |